# Bistum Ebolowa
Das Bistum Ebolowa (lat.: Dioecesis Ebolouanus) ist eine römisch-katholische Diözese in Kamerun.
Papst Johannes Paul II. errichtete das Bistum Ebolowa-Kribi am 20. Mai 1991 aus Gebietsanteilen des Bistums Sangmélima und unterstellte es de, Erzbistum Yaoundé als Suffraganbistum. Das Territorium des Bistums befindet sich im Süden des Landes an der Grenze zu Äquatorialguinea und Gabun.
Am 19. Juni 2008 wurde das Bistum Kribi von Papst Benedikt XVI. aus dem bisherigen Bistum Ebolowa-Kribi herausgelöst.